# Gulella antelmeana
Gulella antelmeana é uma espécie de gastrópode da família Streptaxidae.
É endémica de Maurícia.